# Ацеталдехид
Ацеталдехидът, систематично наименование по IUPAC етанал, е органично съединение с формула CH3CHO. Представлява безцветна течност с характерна миризма и температура на кипене 20,80С. Разтворим във вода, етанол и етер. При окисляването му се получава оцетна киселина, а при редукцията му – етанол. При взаимодействие на две молекули ацеталдехид се получава алдол.
Естествено присъства в зрелите плодове, кафето и пресния хляб и се произвежда от растенията при нормалната обмяна на веществата в тях. Вероятно е най-добре познат като веществото, което предизвиква махмурлук.
В химическата промишленост ацеталдехидът се използва като междинно вещество при производството на оцетна киселина, оцетен анхидрид, n-бутанол, някои естери и няколко други химикали.
Само незначителни количества ацеталдехид съществуват в енолна форма, етенол с Keq = 6 × 10-5.